# Arhopala achelous
Arhopala achelous är en fjärilsart som beskrevs av William Chapman Hewitson 1862. Arhopala achelous ingår i släktet Arhopala och familjen juvelvingar. Inga underarter finns listade i Catalogue of Life.

## Bildgalleri

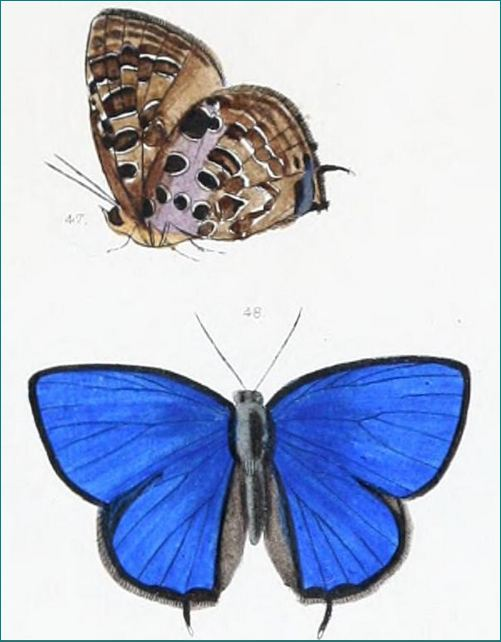
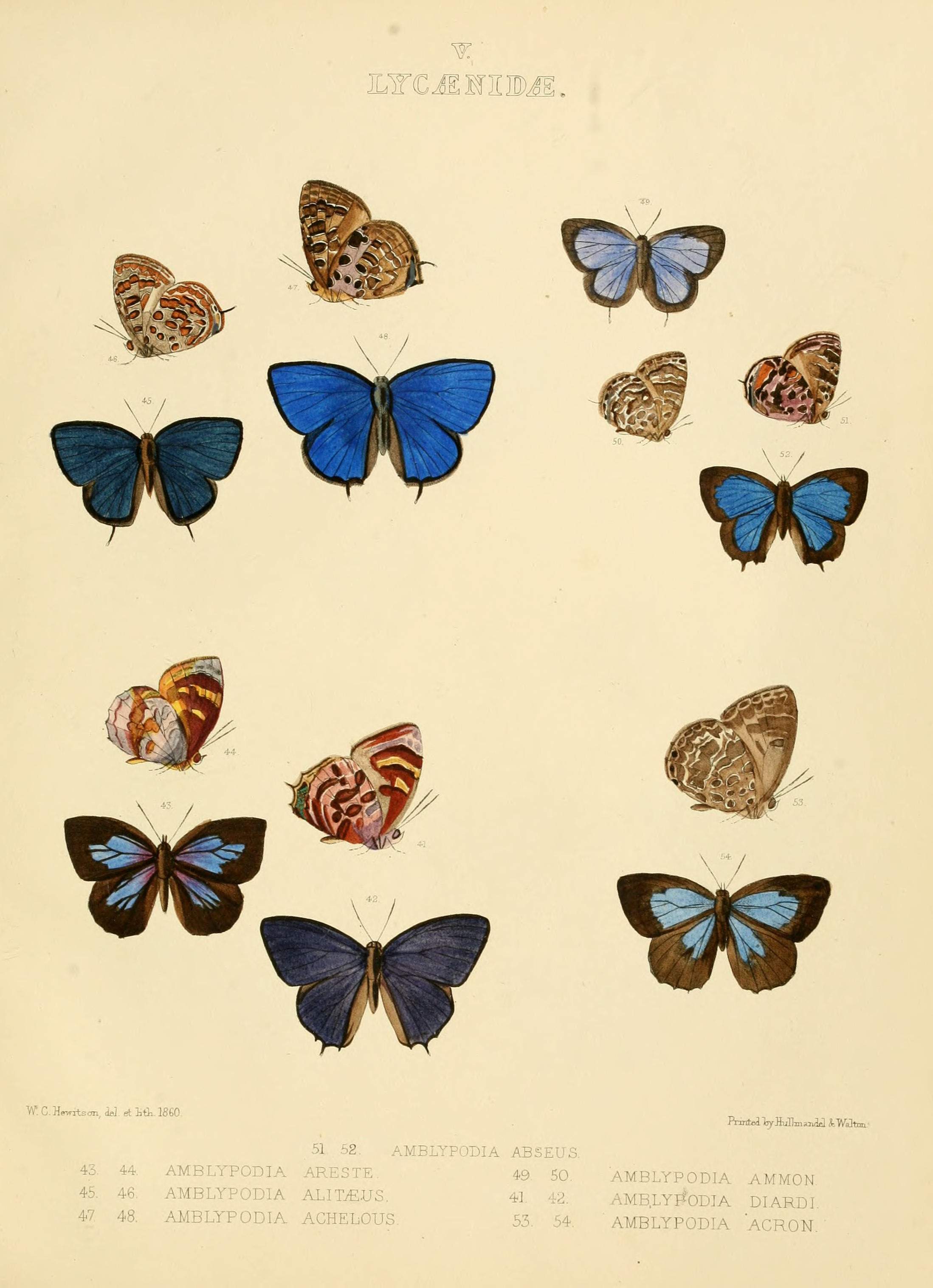
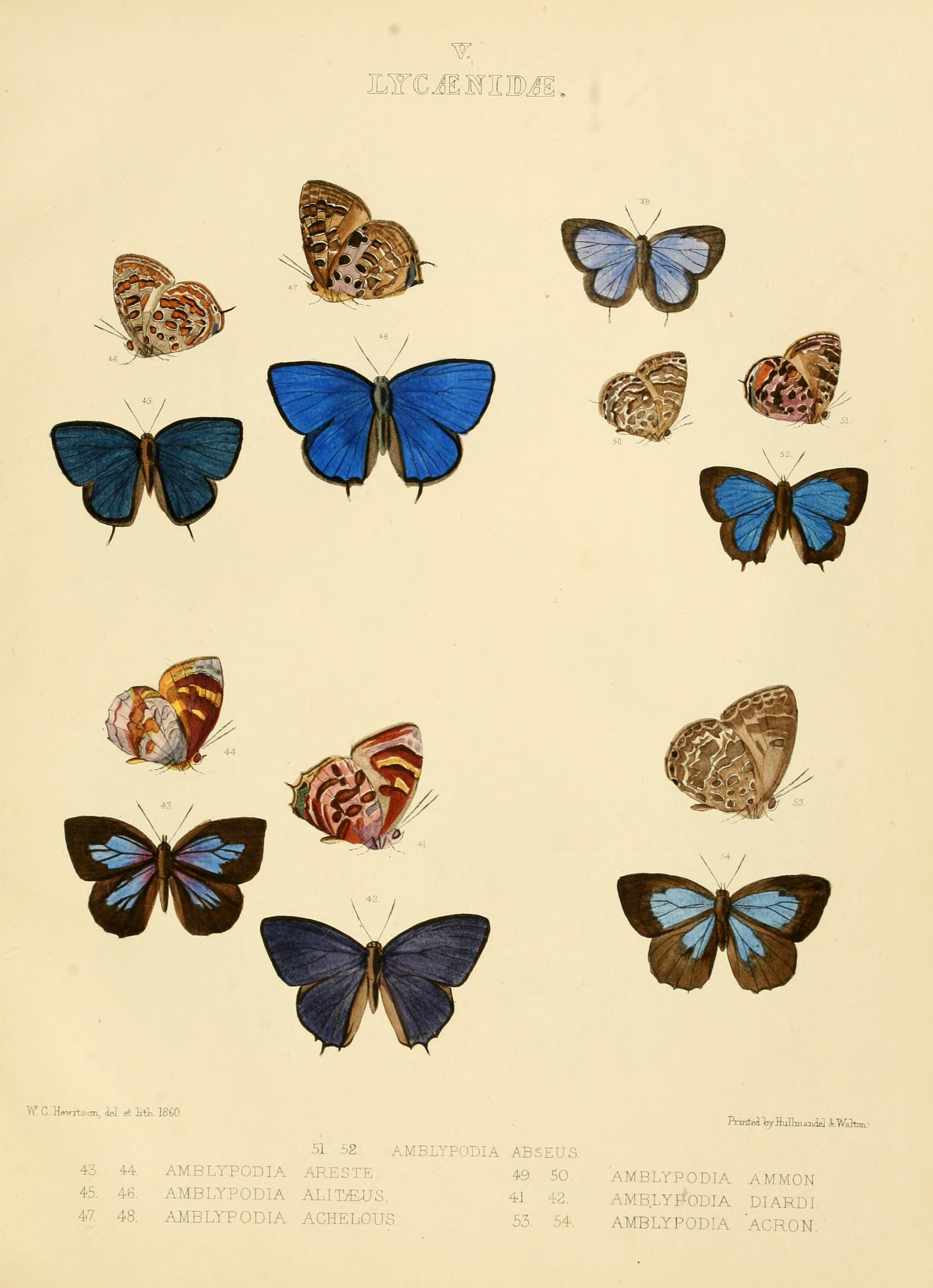
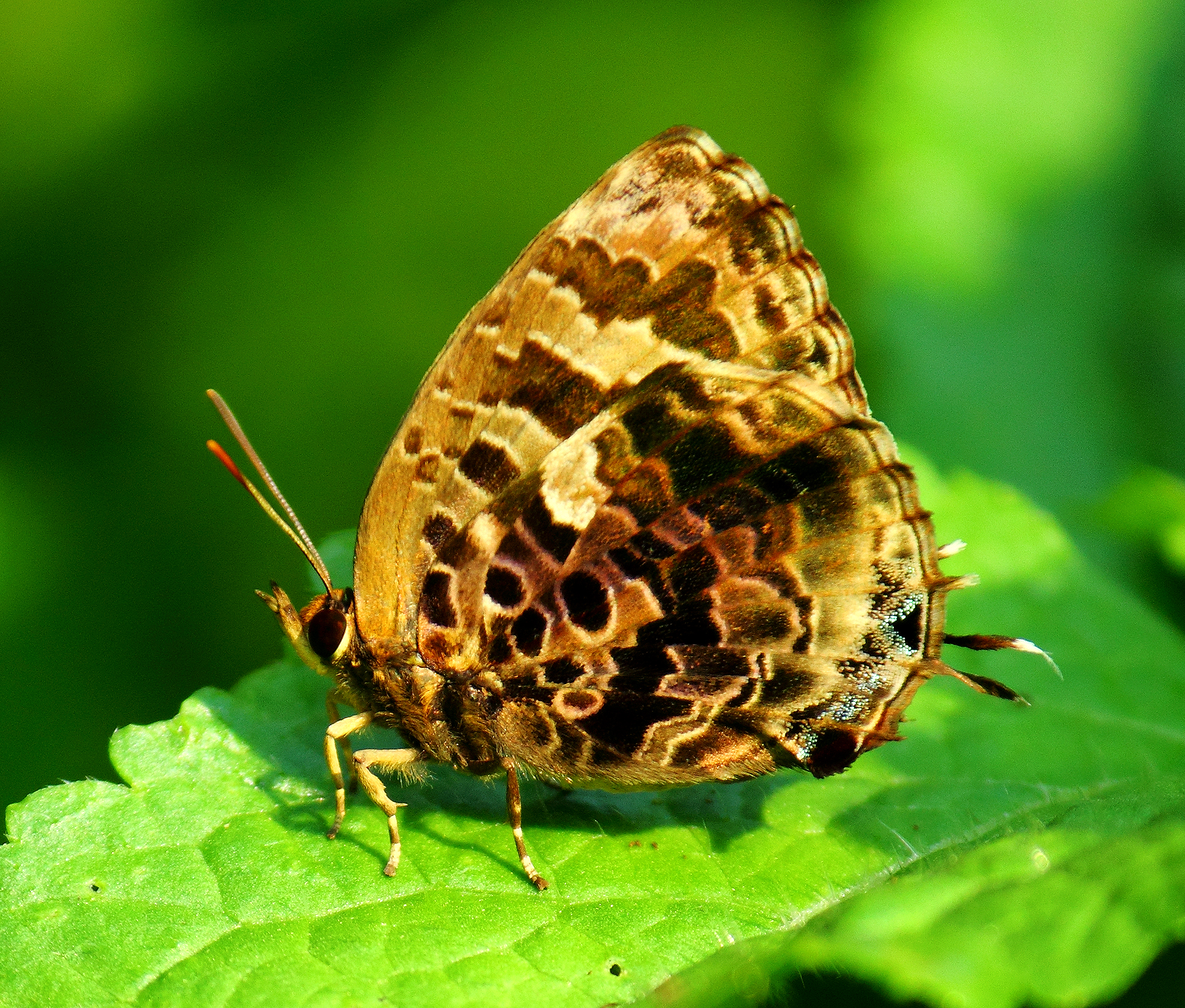